# Chaetodipus artus
Chaetodipus artus е вид бозайник от семейство Торбести скокливци (Heteromyidae).

## Разпространение
Видът е разпространен в Мексико (Дуранго, Наярит, Синалоа, Сонора и Чиуауа).